# Risposta ottima
In teoria dei giochi risposta ottima o best response di un giocatore è una strategia che produce l'esito più favorevole, per quel giocatore, in risposta ad una data combinazione di strategie degli altri giocatori.
Il concetto della best response è centrale nella definizione dell'equilibrio di Nash.

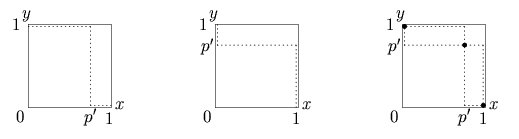
Esempio di grafici delle risposte ottime per il gioco falco/colomba. In questo caso vi sono tre equilibri di Nash, dati dai punti in cui i grafici s'intersecano (figura a destra).